# Copa Argentina (baloncesto)
La Copa Argentina fue un torneo de pretemporada organizado por la Asociación de Clubes de Básquet de la República Argentina, mismo organismo que desarrolla la Liga Nacional.
El torneo se llevó a cabo durante el mes de septiembre y participaban todos los equipos de las primeras dos divisiones nacionales, la Liga Nacional, o Liga A y el Torneo Nacional de Ascenso, la segunda categoría.
Se han jugado nueve ediciones de la copa y son cinco los equipos que la han obtenido: Boca Juniors, en 5 ocasiones, y Regatas de Corrientes, Atenas, Quimsa y Peñarol, en una oportunidad cada uno.
En el año 2011 el Torneo Preolímpico que se disputó del 30 de agosto al 11 de septiembre con sede en la ciudad de Mar del Plata, impidió que se pudiera jugar la Copa Argentina 2011, por tal motivo, se canceló la copa para ese año.

## Modo de competencia
El torneo se dividía en varias fases y finalmente se disputaba un cuadrangular final en una sede única. A lo largo de sus ediciones, el mismo tuvo cambios de formatos pero siempre predominó la cercanía geográfica para el armado de parejas o grupos y la existencia de un cuadrangular final para definir al campeón del torneo.

### Primeras ediciones
El torneo se jugaba con eliminatorias directas hasta definir cuatro equipos clasificados que más tarde disputaban el cuadrangular final.

### 2006 - 2009
Entre las ediciones 2006 y 2009 la primera fase era igual, ocho grupos donde se jugaban partidos todos contra todos a ida y vuelta. En las ediciones 2006, 2007 y 2008 la segunda fase era de parejas de eliminación directa a tres juegos, mientras que en 2009 era de cuadrangulares norte y sur.

### Última edición
La última edición se disputó con eliminaciones directas al mejor de tres encuentros hasta definir cuatro equipos clasificados al cuadrangular final.

## Equipos participantes
Los equipos que participaban de la competencia eran todos aquellos que a su vez participaban en las primeras dos categorías nacionales, la Liga Nacional de Básquet y el Torneo Nacional de Ascenso. Salvo las demás ediciones, la primera contó con dos representantes del tercer nivel nacional.

## Historial de campeones
| Año           | Sede final                              | Campeón            | Subcampeón                    | MVP del torneo   |
| ------------- | --------------------------------------- | ------------------ | ----------------------------- | ---------------- |
| 2002 Detalles | Estadio Once Unidos (Mar del Plata)     | Boca Juniors       | Atenas                        |                  |
| 2003 Detalles | Polideportivo Carlos Cerutti (Córdoba)  | Boca Juniors       | Atenas                        |                  |
| 2004 Detalles | Microestadio Luis Conde (Buenos Aires)  | Boca Juniors       | River Plate                   |                  |
| 2005 Detalles | Estadio Héctor Etchart (Buenos Aires)   | Boca Juniors       | River Plate                   |                  |
| 2006 Detalles | Estadio Claudio Newell (Rosario)        | Boca Juniors       | Peñarol                       |                  |
| 2007 Detalles | Polideportivo Municipal (Monte Hermoso) | Regatas Corrientes | Peñarol                       | Javier Martínez  |
| 2008 Detalles | Estadio Osvaldo Casanova (Bahía Blanca) | Atenas             | Peñarol                       | Juan Locatelli   |
| 2009 Detalles | Gimnasio Municipal 1 (Trelew)           | Quimsa             | Gimnasia (Comodoro Rivadavia) |                  |
| 2010 Detalles | Estadio Ciudad (Santiago del Estero)    | Peñarol            | La Unión de Formosa           | Facundo Campazzo |

## Títulos por equipo
| Equipo                        | Campeón | Subcampeón | Ediciones campeón            | Ediciones subcampeón |
| ----------------------------- | ------- | ---------- | ---------------------------- | -------------------- |
| Boca Juniors                  | 5       | -          | 2002, 2003, 2004, 2005, 2006 | -                    |
| Peñarol                       | 1       | 3          | 2010                         | 2006, 2007, 2008     |
| Atenas                        | 1       | 2          | 2008                         | 2002, 2003           |
| Regatas Corrientes            | 1       | -          | 2007                         | -                    |
| Quimsa                        | 1       | -          | 2009                         | -                    |
| River Plate                   | -       | 2          | -                            | 2004, 2006           |
| Gimnasia (Comodoro Rivadavia) | -       | 1          | -                            | 2009                 |
| La Unión de Formosa           | -       | 1          | -                            | 2010                 |